# 紅つばき
「紅つばき」（べにつばき）は、2010年3月24日に発売された真木ことみのシングル。

## 解説
作詞は、前々作「母の暦」や2000年発売の「まこと酒」など、過去に真木の楽曲を幾つか手掛けているたきのえいじ、作曲は、1995年発売の「恋満月」以来15年ぶりとなる岡千秋が、それぞれ担当した。
オリコンチャートは最高24位、14回ランクインした。

## 収録曲
- 両楽曲共に、作詞：たきのえいじ、作曲：岡千秋、編曲：前田俊明

1. 紅つばき（4分56秒）
2. しあわせ回り道（4分20秒）
3. 紅つばき (オリジナル・カラオケ)
4. しあわせ回り道 (オリジナル・カラオケ)
5. 紅つばき (一般用カラオケ)